# Aphanorrhegma hampei
Aphanorrhegma hampei là một loài Rêu trong họ Funariaceae. Loài này được (Limpr.) Kindb. mô tả khoa học đầu tiên năm 1897.